# Kyle Snyder
Kyle Frederick Snyder (Maryland, 20 novembre 1995) è un lottatore statunitense, specializzato nella lotta libera.

## Biografia
Ha rappresentato gli Stati Uniti ai Giochi olimpici estivi di Rio de Janeiro 2016, dove ha vinto l'oro nel torneo dei 97 kg.
Alle Olimpiadi di Tokyo 2020 ha ottenuto l'argento nei -97 kg, perdendo in finale con il rappresentante di ROC Abdulrašid Sadulaev.
Ha fatto la sua terza appariziona olimpica a Parigi 2024, in cui è stato sconfitto dall'iraniano Amir Ali Azarpira nella finale per il bronzo dei 97 kg.

## Palmarès
- Giochi olimpici

Rio de Janeiro 2016: oro nei 97 kg.
Tokyo 2020: argento nei 97 kg.
- Mondiali

Las Vegas 2015: oro nei 97 kg.
Parigi 2017: oro nei 97 kg.
Budapest 2018: argento nei 97 kg.
Nur-Sultan 2019: bronzo nei 97 kg.
Oslo 2021: argento nei 97 kg.
Belgrado 2022: oro nei 97 kg.
Belgrado 2023: bronzo nei 97 kg.
- Giochi panamericani

Toronto 2015: oro nei 97 kg.
Lima 2019: oro nei 97 kg.
Santiago del Cile 2023: oro nei 97 kg.
- Campionati panamericani

Lauro de Freitas 2017: oro nei 97 kg.
Buenos Aires 2019: oro nei 97 kg.
Ottawa 2020: oro nei 97 kg.
Città del Guatemala 2021: oro nei 97 kg.
Acapulco 2022: oro nei 97 kg.
Buenso Aires 2023: oro nei 97 kg.
Acapulco 2024: oro nei 97 kg.
- Mondiali junior

Sofia 2013: oro nei 96 kg.
Zagabria 2014: argento nei 96 kg.